# 梁英子
梁英子（韓語：양영자，1964年7月6日—），韩国退役女子乒乓球运动员。她在1988年汉城奥运会中，参加了女子乒乓球比赛，并获得女子乒乓球比赛双打金牌。